# Fülane Hatun
Fülane Hatun (1496–1550) byla první manželkou osmanského sultána Süleymana I. Byla matkou prince Mahmuda, který zemřel velmi malý na neštovice.

## Biografie
Její rodné jméno je Gülfen slovo fülane se používalo jako kompliment pro ženy. Narodila se v roce 1496 a pocházela z Řecka ze Smyrny.
Byla úplně první konkubínou sultána Süleymana, která přišla do harému okolo roku 1510. Tehdy byl Süleyman ještě princem (Şehzade) a gurvenérem Manisy (Saruhan), když mu Fülane porodila syna Mahmuda. Mahmud zemřel v roce 1521 na neštovice ve věku 9 let.
Fülane byla po smrti Mahmuda poslána do starého paláce. Fülane zemřela v roce 1550 v Edirne.